# Список об'єктів Світової спадщини ЮНЕСКО в Росії
У списку об'єктів Світової спадщини ЮНЕСКО в Росії міститься 26 найменувань (станом на 2015 рік), з них 16 об'єктів культурного типу та 10 природних об'єктів.

## Список
У наведеній таблиці об'єкти розташовані в порядку їх внесення до списку Світової спадщини.
| №  | Зображення | Назва | Розташування | Час створення      | Рік внесення до списку       | №                                                    | Критерії         |
| -- | ---------- | --- | --- | ------------------ | ---------------------------- | ---------------------------------------------------- | ---------------- |
| 1  |            | Історичний центр Санкт-Петербурга, передмістя та фортифікаційні споруди (рос. Исторический центр Санкт-Петербурга, пригороды и фортификационные сооружения) | Санкт-Петербург | XVIII століття     | 1990 (незначні зміни в 2013) | 540 [Архівовано 11 липня 2017 у Wayback Machine.]    | i, ii, iv, vi    |
| 2  |            | Архітектурний ансамбль погосту Кижі (рос. Архитектурный ансамбль Кижского погоста)                                                                          | Республіка Карелія                                                                                                   | XVIII–XIX століття | 1990                         | 544 [Архівовано 11 липня 2017 у Wayback Machine.]    | i, iv, v         |
| 3  |            | Московський кремль і Червона площа (рос. Московский Кремль и Красная площадь)                                                                               | Москва | XIII–XVII століття | 1990                         | 545 [Архівовано 22 травня 2017 у Wayback Machine.]   | i, ii, iv, vi    |
| 4  |            | Історичні пам'ятки Великого Новгорода та околиць (рос. Исторический центр Великого Новгорода и памятники окрестностей)                                      | Великий Новгород | IX століття        | 1992                         | 604 [Архівовано 11 липня 2017 у Wayback Machine.]    | ii, iv, vi       |
| 5  |            | Історико-культурний комплекс Соловецьких островів (рос. Историко-культурный комплекс Соловецких островов)                                                   | Архангельська область                                                                                                | XV століття        | 1992                         | 632 [Архівовано 11 липня 2017 у Wayback Machine.]    | iv               |
| 6  |            | Білокам'яні пам'ятки Владимира і Суздаля (рос. Белокаменные памятники Владимира и Суздаля)                                                                  | Владимирська область                                                                                                 | XII–XIII століття  | 1992                         | 633 [Архівовано 11 липня 2017 у Wayback Machine.]    | i, ii, iv        |
| 7  |            | Архітектурний ансамбль Троїце-Сергієвої лаври в місті Сергієв Посад (рос. Архитектурный ансамбль Троице-Сергиевой лавры в городе Сергиев Посад)             | м. Сергієв Посад | XIV століття       | 1993                         | 657 [Архівовано 11 липня 2017 у Wayback Machine.]    | ii, iv           |
| 8  |            | Церква Вознесіння в Коломенському (рос. Церковь Вознесения в Коломенском)                                                                                   | м. Москва | XVI століття       | 1994                         | 634 [Архівовано 11 липня 2017 у Wayback Machine.]    | ii               |
| 9  |            | Праліси Комі (рос. Девственные леса Коми) | Уральські гори |                    | 1995                         | 719 [Архівовано 11 липня 2017 у Wayback Machine.]    | vii, ix          |
| 10 |            | Озеро Байкал (рос. Озеро Байкал) | Іркутська область, Республіка Бурятія                                                                                |                    | 1996                         | 754 [Архівовано 7 червня 2020 у Wayback Machine.]    | vii, viii, ix, x |
| 11 |            | Вулкани Камчатки (рос. Вулканы Камчатки) | Камчатська область                                                                                                   |                    | 1996                         | 765 [Архівовано 26 лютого 2012 у WebCite]            | vii, viii, ix, x |
| 12 |            | Золоті гори Алтаю (рос. Золотые горы Алтая) | Республіка Алтай |                    | 1998                         | 768 [Архівовано 3 листопада 2019 у Wayback Machine.] | x                |
| 13 |            | Західний Кавказ (рос. Западный Кавказ) | Кавказ |                    | 1999                         | 900 [Архівовано 11 липня 2017 у Wayback Machine.]    | ix, x            |
| 14 |            | Історично-архітектурний комплекс Казанського кремля (рос. Историко-архитектурный комплекс Казанского Кремля)                                                | Казань | XVI–XIX століття   | 2000                         | 980 [Архівовано 11 липня 2017 у Wayback Machine.]    | ii, iii, iv      |
| 15 |            | Ансамбль Ферапонтова монастиря (рос. Ансамбль Ферапонтова монастыря)                                                                                        | Вологодська область                                                                                                  | XIV століття       | 2000                         | 982 [Архівовано 11 липня 2017 у Wayback Machine.]    | i, iv            |
| 16 |            | Куршська коса (рос. Куршская коса) | Калінінградська область (разом з Литвою )                                                                            |                    | 2000                         | 994 [Архівовано 19 липня 2017 у Wayback Machine.]    | v                |
| 17 |            | Центральний Сіхоте-Алінь (рос. Центральный Сихотэ-Алинь) | Приморський край |                    | 2001                         | 766 [Архівовано 1 липня 2017 у Wayback Machine.]     | x                |
| 18 |            | Басейн Убсу-Нур (рос. Бассейн Убсу-Нур) | Республіка Тива (спільно з Монголією )                                                                               |                    | 2003                         | 769 [Архівовано 26 грудня 2018 у Wayback Machine.]   | ix, x            |
| 19 |            | Цитадель, старе місто і фортечні споруди Дербента (рос. Цитадель, старый город и крепостные сооружения Дербента)                                            | Дагестан | VI століття        | 2003                         | 1070 [Архівовано 11 липня 2017 у Wayback Machine.]   | iii, iv          |
| 20 |            | Острів Врангеля (рос. Остров Врангеля) | Північний Льодовитий океан                                                                                           |                    | 2004                         | 1023 [Архівовано 1 липня 2017 у Wayback Machine.]    | ix, x            |
| 21 |            | Ансамбль Новодівичого монастиря (рос. Ансамбль Новодевичьего монастыря)                                                                                     | Москва | XVI століття       | 2004                         | 1097 [Архівовано 11 липня 2017 у Wayback Machine.]   | i, iv, vi        |
| 22 |            | Історичний центр Ярославля (рос. Исторический центр Ярославля)                                                                                              | Ярославль | XVI століття       | 2004                         | 1170 [Архівовано 11 липня 2017 у Wayback Machine.]   | ii, iv           |
| 23 |            | Геодезична дуга Струве (англ. Struve Geodetic Arc) * Мякіпяллюс * Гогланд, Точка Z                                                                          | Росія (спільно з Білоруссю , Естонією , Латвією , Литвою , Молдовою , Норвегією , Україною , Фінляндією та Швецією ) | 1816—1855          | 2005                         | 1187                                                 | ii, iv, vi       |
| 24 |            | Плато Путорана (рос. Плато Путорана) | Красноярський край                                                                                                   | —                  | 2010                         | 1234 [Архівовано 8 червня 2017 у Wayback Machine.]   | vii, ix          |
| 25 |            | Природний парк «Ленські стовпи» (рос. Природный парк «Ленские столбы»)                                                                                      | Республіка Саха | —                  | 2012                         | 1299 [Архівовано 22 квітня 2019 у Wayback Machine.]  | viii             |
| 26 |            | Архітектурно-історичний комплекс Булгар (рос. Архитектурно-исторический комплекс Булгар)                                                                    | Найближче місто: Болгар Республіка: Татарстан Федеральний округ: Приволжський                                        | X—XV століття      | 2014                         | 981 [Архівовано 12 липня 2018 у Wayback Machine.]    | ii, vi           |